# KGpg
KGpg 是一個自由的 GnuPG 圖形介面前端，包括一個金鑰管理窗口和一個編輯器。用戶不需要記住GPG的命令行選項，只需要點擊幾下滑鼠就可以輕鬆地創建加密密鑰，以及撰寫、加密、解密、簽證、或驗證郵件。通過整合 Dolphin 和 Konqueror 瀏覽器，用戶可以通過右鍵選單輕鬆地加密文件。在 Dolphin 左鍵單擊加密文件將提示用戶輸入密碼才能解密文件。 您可以建立公共或私人金鑰，並可以匯出/匯入金鑰。用戶可以簽證金鑰，並設定一個過期日期。